# (29250) Helmutmoritz
(29250) Helmutmoritz est un astéroïde de la ceinture principale.

## Description
(29250) Helmutmoritz est un astéroïde de la ceinture principale. Il fut découvert le 24 septembre 1992 à Tautenburg par Lutz Dieter Schmadel et Freimut Börngen. Il présente une orbite caractérisée par un demi-grand axe de 2,78 UA, une excentricité de 0,17 et une inclinaison de 7,6° par rapport à l'écliptique.

## Compléments